# جو سلووو
جو سلووو (انگلیسی: Joe Slovo؛ زاده ۲۳ مهٔ ۱۹۲۶ – درگذشته ۶ ژانویهٔ ۱۹۹۵) سیاست‌مدار و از فعالان ضد آپارتاید اهل آفریقای جنوبی بود.
او یک مارکسیست-لنینیست، رهبر و نظریه‌پرداز قدیمی حزب کمونیست آفریقای جنوبی (SACP)، یکی از رهبران کنگره ملی آفریقا (ANC) و یک فرمانده نیروی دریایی ANC، به‌نام اومخونتو وسیزوه (MK) بود.